# Didier Lemaire
Didier Lemaire, né le 23 juillet 1975 à Altkirch (Haut-Rhin), est un ancien pompier professionnel et homme politique français.
Membre du parti d'Édouard Philippe Horizons, il est élu député dans la 3e circonscription du Haut-Rhin lors des élections législatives de 2022.

## Carrière professionnelle
Engagé en tant que sapeur-pompier volontaire à 16 ans, Didier Lemaire devient sapeur- pompier professionnel en 2003. Après un passage au centre de secours principal de Mulhouse, il est adjudant-chef en 2011 comme adjoint du chef de centre de secours d'Altkirch. En 2018, il intègre le centre opérationnel départemental d'incendie et de secours (CODIS) du SDIS du Haut-Rhin à Colmar.

## Carrière politique
En 2014, Didier Lemaire est élu conseiller municipal d'Altkirch dans l'équipe de Jean-Luc Reitzer. Cette même année, il rejoint l'UDI.
La loi sur le non cumul des mandats oblige Jean-Luc Reitzer à démissionner de son mandat de maire et, en 2017, Nicolas Jander, le maire nouvellement élu, nomme Didier Lemaire adjoint chargé de la Sécurité puis, lors de sa réélection en 2020, adjoint chargé des Sports.
Il est l'un des vice-président de la communauté de communes du Sundgau.
En 2021, Didier Lemaire est directeur de campagne de Nicolas Jander et Sabine Drexler pour les élections départementales en Alsace.
En 2020, il quitte l'UDI pour rejoindre Horizons, le parti de l'ancien Premier ministre Édouard Philippe.

## Député du Haut-Rhin depuis 2022
En juin 2022, avec 53,91 %, avec près de 3 000 voix d’avance sur le candidat du Rassemblement national, Didier Lemaire devient député de la 3e circonscription du Haut-Rhin sous l'étiquette Ensemble. Au cours de sa campagne, Édouard Philippe était venu lui apporter son soutien. Il succède ainsi au député sortant Jean-Luc Reitzer qui, élu constamment depuis 1988, avait décidé de ne pas se représenter. Son dauphin LR Thomas Zeller (conseiller départemental et maire de Hegenheim) pressenti a été écarté du second tour avec un différentiel de près de 500 voix, le second tour ayant été marqué par une abstention de 66 %.
Didier Lemaire rejoint le groupe Horizons et apparentés. Ce groupe appartient à Ensemble pour la République, groupe de la Majorité Présidentielle d'Emmanuel Macron de 2022 à 2024.
Siégeant à la Commission des lois, Didier Lemaire poursuit notamment un travail transpartisan de plusieurs mois avec sa collègue écologiste NUPES Lisa Belluco sur les services de protection civile et d'incendie, qui aboutit à un rapport présenté au printemps 2024, exposant 62 propositions pour renforcer les acteurs et le service rendu aux territoires dans un contexte de changement climatique acérant les besoins,.
Dans la 3e circonscription du département Haut-Rhin, lors du premier tour des élections législatives 2024, Christian Zimmermann (Rassemblement National) et Didier Lemaire (Ensemble ! (Majorité présidentielle)) se qualifient pour le second tour avec, respectivement, 38,86 % des voix exprimées (21 790 voix), 24,93 % des voix exprimées (13 980 voix). Didier Lemaire est réélu au second tour avec 51,92 % des voix exprimées (29 028 voix, soit 2 145 voix d’avance sur son adversaire RN).

## Vie privée
Didier Lemaire est marié à une infirmière et est père de deux enfants.